# That City Feller
That City Feller è un cortometraggio muto del 1911. Il nome del regista non viene riportato.

## Produzione
Il film fu prodotto dalla Selig Polyscope Company

## Distribuzione
Distribuito dalla General Film Company, il film - un cortometraggio in una bobina - uscì nelle sale cinematografiche statunitensi il 24 luglio 1911.